# Chiesa di San Lazzaro (Noli)
La chiesa di San Lazzaro è un luogo di culto cattolico sito a Noli, raggiungibile da via XXV Aprile tramite un sentiero.

## Storia e descrizione

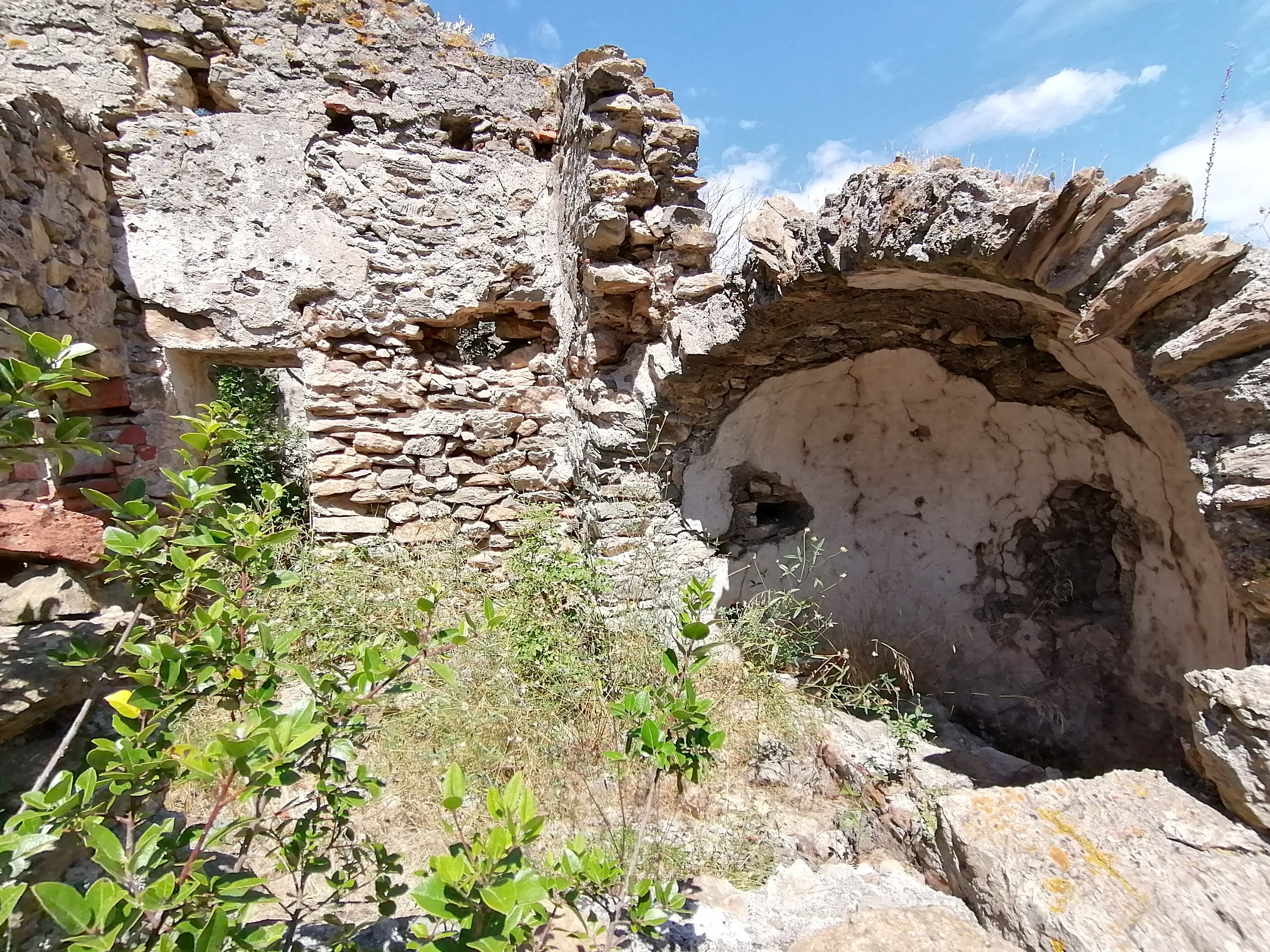
L'interno

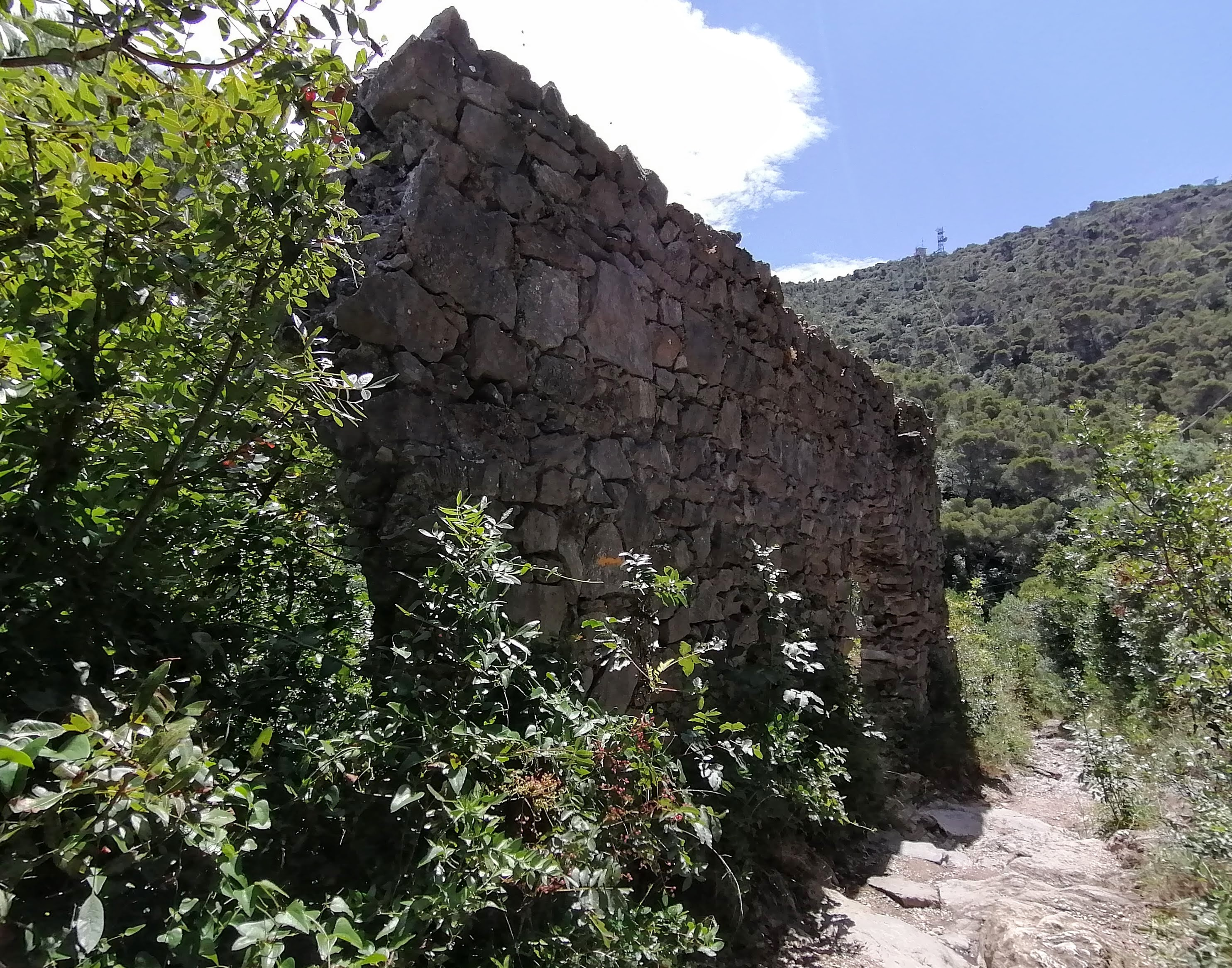
Il lazzaretto

Come San Michele, Santa Giulia e Santa Margherita, anche la chiesa di San Lazzaro è stata costruita probabilmente verso la fine del primo millennio, sulle colline fuori dalle mura nolesi. Originariamente una piccola cappella lungo la strada per Capo Noli, la chiesa potrebbe essere stata conosciuta fino al XIII secolo come San Giuliano e di proprietà del Monastero Santo Stefano di Genova, che la ristrutturarono. Successivamente, nel XIII secolo la proprietà passò ai Cavalieri Gerosolimitani, che poco più in alto eressero un lebbrosario e la intitolarono a San Lazzaro.
Nel 1585 monsignor Niccolò Mascardi, dato lo stato di abbandono in cui la chiesa si trovava, ordinò che venisse abbattuta, ma ciò avvenne solo in parte ed in ritardo. Nel 1587 venne ricoverato nel lazzaretto l'ultimo appestato; successivamente i pochi malati furono rinchiusi nel Castello di Monte Ursino.
La chiesa ad oggi si presenta in uno stato di rudere, dato il progressivo abbandono nel corso dei secoli. Aveva una sola navata, con volta a botte, costruita con pietra locale. Probabilmente non aveva un campanile. Il lazzaretto è quasi completamente distrutto e ne rimane una sola stanza.